# Fernando Canales Alvarado
Fernando Canales (Camaná,  13 de abril de 1995) es un exfutbolista peruano. Jugaba como interior izquierdo y su último equipo fue el UTC. 

## Trayectoria
Se formó en las divisiones inferiores del Esther Grande de Bentín, Fernando Canales a los 17 años formó parte del Tour Mundial de The Chance, evento organizado por Nike. En la recta final fue premiado en Lima por Paolo Guerrero, quien a su vez lo eligió para representar al Perú en la final mundial que se llevó a cabo en Barcelona y por sus atributos fue llamado a integrar el equipo Nike.

### León de Huánuco
Fernando Canales debutó profesionalmente el 23 de febrero del 2014, en la derrota de su equipo por 0-3 ante el Sporting Cristal en Lima por la Copa Inca. Tuvo un destacado paso por Huánuco, logrando clasificar a la Copa Sudamericana 2015.

### Alianza Lima
El 5 de diciembre del 2014, Fernando Canales se convierte en el primer refuerzo del Alianza Lima
Jugó la Copa Sudamericana 2018 con Universidad Técnica de Cajamarca, perdiendo en primera ronda contra Rampla Juniors. A final de temporada logró clasificar a la Copa Sudamericana 2019 de la mano de Franco Navarro.

## Selección nacional

### Selección de fútbol del Perú Sub-18
Fernando Canales integró la Selección peruana sub-18 que participó en los Juegos Bolivarianos de 2013 y obtuvo la medalla de bronce.
| Competencia                 | Sede | Resultado | PJ | Goles |
| --------------------------- | ---- | --------- | -- | ----- |
| Juegos Bolivarianos de 2013 | Perú | Bronce    | 3  | 1     |

## Estadísticas

### Clubes
Actualizado el 7 de enero de 2015.
| León de Huánuco · Perú                                                                    | 2014             | 1.ª              | 23 | 1 | 10 | 0 | — | — | 33 | 1 |
| León de Huánuco · Perú                                                                    | Total club       | Total club       | 23 | 1 | 10 | 0 | — | — | 33 | 1 |
| Alianza Lima · Perú                                                                       | 2015             | 1ª               |    |   |    |   |   |   |    |   |
| Alianza Lima · Perú                                                                       | Total club       |                  |    |   |    |   |   |   |    |   |
| Total en carrera                                                                          | Total en carrera | Total en carrera | ?  | ? | ?  | ? | ? | ? | ?  | ? |
| (1) Incluye datos de la Copa Inca . (2) Incluye datos de la Copa Libertadores de América. |                  |                  |    |   |    |   |   |   |    |   |

## Palmarés

### Campeonatos internacionales
| Título              | Equipo                   | Sede     | Año  |
| ------------------- | ------------------------ | -------- | ---- |
| Juegos Bolivarianos | Selección peruana sub-18 | Trujillo | 2013 |